# Căpâlnița
Căpâlnița é uma comuna romena localizada no distrito de Harghita, na região histórica da Transilvânia. A comuna possui uma área de 26.50 km² e sua população era de 2014 habitantes segundo o censo de 2007.

## Na cultura
O filme de 2007 California Dreamin', do cineasta romênio Cristian Nemescu, occore quase tudo em Căpâlnița.